# Platylobium zurstrasseni
Platylobium zurstrasseni är en tvåvingeart som beskrevs av Lindner 1933. Platylobium zurstrasseni ingår i släktet Platylobium och familjen vapenflugor.
Artens utbredningsområde är Peru. Inga underarter finns listade i Catalogue of Life.